# Puchar Rumunii w piłce nożnej kobiet
Puchar Rumunii w piłce nożnej kobiet (rum. Cupa României la fotbal feminin) – cykliczne rozgrywki piłkarskie w Rumunii, organizowane co roku przez Federația Română de Fotbal dla kobiecych drużyn klubowych.
Rozgrywki zostały zapoczątkowane w sezonie 2003/2004. Pierwszym zdobywcą pucharu był nieistniejący już klub CFF Clujana. Najwięcej tytułów mistrzowskich posiada drużyna CFF Clujana, która tryumfowała w Pucharze Rumunii sześciokrotnie. W latach 2011–2015 klub ten pięciokrotnie mierzył się w finale z FCM Târgu Mureș.

## Finaliści
Lista finalistów Pucharu Rumunii w piłce nożnej kobiet:
| Sezon   | Zwyięzca                  | Wicemistrz                | Wynik        |
| ------- | ------------------------- | ------------------------- | ------------ |
| 2003/04 | CFF Clujana               | Santierul Naval Constanța | 4–0          |
| 2004/05 | CFF Clujana               | Smart București           | 2–1          |
| 2005/06 | CFF Clujana               | Pandurii Targu-Jiu        | 3–2          |
| 2006/07 | Pandurii Lignitul Tg. Jiu | CFF Clujana               | 1–1 (k. 6–5) |
| 2007/08 | CFF Clujana               | Smart București           | 7–0          |
| 2008/09 | Ripensia Timișoara        | Târgoviște                | 4–0          |
| 2009/10 | FCM Târgu Mureș           | CFF Clujana               | 4–0          |
| 2010/11 | Olimpia Cluj              | FCM Târgu Mureș           | 2–0          |
| 2011/12 | Olimpia Cluj              | FCM Târgu Mureș           | 1–0          |
| 2012/13 | Olimpia Cluj              | FCM Târgu Mureș           | 6–0          |
| 2013/14 | Olimpia Cluj              | ASA Târgu Mureș           | 3–0          |
| 2014/15 | Olimpia Cluj              | ASA Târgu Mureș           | 4–0          |
| 2015/16 | ASA Târgu Mureș           | Olimpia Cluj              | 2–1          |
| 2016/17 | Olimpia Cluj              | Navobi Iași               | 5–0          |